# Sochaczew
Sochaczew (udtale: [sɔˈxat͡ʂɛf]  ( hør) er en by og en kommune (Gmina) der ligger i det østlige, centrale Polen, i voivodskabet Masovien (Województwo mazowieckie) og har 34.439(2021) indbyggere og et areal på 47,33 km². Den er administrationsby i powiatet (amt) Sochaczew. Sochaczew har et smalsporet jernbane museum med en linje, der går så langt som Wilcze Tułowskie. Damptog med sporvidde på 750 mm kører på strækningen om lørdagen fra forår til slutningen af sommeren.

## Historie
Sochaczew blev første gang nævnt i dokumenter fra 1138, da hertugen af Polen Bolesław 3. Wrymouth døde i et lokalt Benediktinerkloster. I 1221 havde Sochaczew allerede været et vigtigt administrationscenter og sæde for en kastellan, som levede i en defensiv gord. Byen trivedes på grund af dens beliggenhed ved krydset mellem de vigtigste handelsruter (fra Kalisz til Ciechanów, og fra Warszawa til Poznań). I første halvdel af 1200-tallet begyndte man at bygge to kirker; begge blev fuldført og indviet af biskoppen af Płock i 1257.